# Dave Chappelle
David Khari Webber (Dave) Chappelle  (Washington,  24 augustus 1973) is een Amerikaanse komiek, satiricus en acteur die in 2003 zijn debuut maakte met de succesvolle Chappelle's Show van Comedy Central. Hij ontving twee Emmy-nominaties in het seizoen 2003-2004 en een andere nominatie tijdens seizoen 2004-2005 van Chappelle's Show. Chappelle won in 2019 de Kennedy Center Mark Twain Prize for American Humor.

## Jeugd en opleiding
Zijn vader, William Chappelle, was een professor aan het Antioch College in Yellow Springs (Ohio). Dave had verschillende idolen: Richard Pryor, Eddie Murphy en ook Bugs Bunny. Na de scheiding van zijn ouders bleef Chappelle bij zijn moeder in Washington, terwijl hij in de zomers bij zijn vader in Yellow Springs was. In juni 1991 slaagde hij op de Washington's Duke Ellington School of the Arts.
Hij verhuisde naar New York, waar hij een stand-upcomedy-optreden gaf tijdens de "Amateur Night" van het beroemde Apollo Theater. Hij werd door het publiek met boegeroep van het podium afgewerkt. Later gaf hij aan dat juist dit moment hem de moed had gegeven om verder te gaan in de showbusiness.

## Carrière
Na verschillende bijrollen in films (waaronder The Nutty Professor, Con Air en You've Got Mail) kreeg Chappelle in 2003 zijn eigen wekelijkse televisieshow bij de Amerikaanse zender Comedy Central: Chappelle's Show. De show parodieert vele aspecten van de Amerikaanse cultuur zoals etnische stereotypen, inclusief zijn eigen Afro-Amerikaanse afkomst. Ook leverde hij sociaal en politiek commentaar, wat zijn show een commercieel succes maakte. Naast komediesketches heeft de show ook muzikale optredens van gasten als:
- Wu-Tang Clan
- Busta Rhymes
- Outkast
- Common
- De La Soul
- Fat Joe
- Anthony Hamilton
- DMX
- Snoop Dogg
- Erykah Badu
- John Mayer

Aan het eind van het tweede seizoen had het programma zeer hoge kijkcijfers, zelfs meer dan het destijds populaire South Park. Tijdens de opnames voor het derde seizoen besloot Chappelle echter onverwacht te stoppen met de show. Hij verbleef enige tijd in Zuid-Afrika maar keerde daarna terug naar de Verenigde Staten, waar hij ook weer optredens gaf. Chappelle's Show kwam echter niet meer terug op televisie.
Hij speelde in 1998 de hoofdrol in de film Half Baked die hij overigens geschreven heeft in samenwerking met Neal Brennan. Hij speelde er de rol van Thurgood Jenkins.
Vanaf 2014 treedt Chappelle weer op met onemanshows en begin 2017 zendt Netflix 2 niet eerder uitgezonden shows uit. Deze specials zijn opgenomen in Austin City Limits Live in april 2015 en in het Hollywood Palladium in maart 2016. The specials zijn Chappelles eerste optredens in 12 jaar. In totaal brengt Chappelle 6 shows op Netflix uit: Deep in the Heart of Texas, The Age of Spin, Equanimity, The Bird Revelation, Sticks & Stones en The Closer. Chappelle is onder vuur komen te liggen vanwege controversiële genderkritische uitspraken over de lgbtq-gemeenschap in onder meer zijn show The Closer.

## Persoonlijk
Chappelle heeft zich in 1998 tot de islam bekeerd.

## Filmografie
- Robin Hood: Men in Tights (1993)
- Undercover Blues (1993)
- Getting In (1994)
- The Nutty Professor (1996)
- Joe's Apartment (1996)
- Con Air (1997)
- The Real Blonde (1997)
- Damn Whitey (1997)
- Bowl of Pork (1997)
- Half Baked (1998)
- Woo (1998)
- You've Got Mail (1998)
- 200 Cigarettes (1999)
- Blue Streak (1999)
- Screwed (2000)
- Undercover Brother (2002)
- Dave Chappelle's Block Party (2006)
- Chi-Raq (2015)
- A Star Is Born (2018)

- Bibsys: 9061884
- Bibliothèque nationale de France: cb14034245t (data)
- Gemeinsame Normdatei: 139171401
- International Standard Name Identifier: 0000 0001 1073 695X
- Library of Congress Control Number: no97039153
- MusicBrainz: 7e37a1bf-3442-4c60-9dda-06989b869eab
- Nationale Bibliotheek van Tsjechië: js20070202020
- Nationale Bibliotheek van Israël: 987007440475905171
- Nationale Bibliotheek van Polen: a0000001255711
- Nederlandse Thesaurus van Auteursnamen: 314655913
- Réseau des bibliothèques de Suisse occidentale: 02-A016608489
- SNAC: w6gf465w
- Système universitaire de documentation: 094534659
- Virtual International Authority File: 84261060
- WorldCat: E39PBJckMH7j9qJMGTqjFmc3wC